# Rebecca Ackroyd
Pour les articles homonymes, voir Ackroyd (homonymie).
Rebecca Ackroyd née en 1987 à Cheltenham est une artiste contemporaine britannique. Elle utilise la sculpture, la photographie et le dessin. Elle vit et travaille à Berlin.   

## Biographie
Rebecca Ackroyd est diplômée de Central Saint Martins College of Art and Design en 2010 puis de la  Royal Academy  en 2015.
Ses sculptures explorent la relation entre le corps, l'espace domestique et l'architecture. Elle s'inspire d'objets du quotidien et de souvenirs qu'elle reconfigure pour en faire quelque chose de nouveau. Ses sculptures représentent des personnages faits de bandage de plâtre blanc, parfois sans tête ni bras. Elles présentent un vide intérieur formé de barres horizontales au fond rouge. Rebecca Ackroyd pose la question de l’héritage et des origines. Elle propose une exploration féministe du corps féminin et de sa représentation. 
Elle s'inscrit dans la filiation de Louise Bourgeois, Isa Genkzen, Rachel Harrison, Mike Kelley, Niki de Saint Phalle, Rebecca Warren, Franz West.
En 2018, son travail est exposé en France. Rebecca Ackroyd participe à l'exposition collective, Mademoiselle, au Centre régional d’art contemporain à Sète,,. Cette exposition présentait l'engagement féministe de trente-sept artistes contemporaines.
En 2023, le musée d'art contemporain de Lyon lui consacre sa première exposition monographique dans un musée français intitulée "Shutter Speed" (vitesse d'obturation)
.

## Expositions
- Shutter Speed, Musée d'art contemporain de Lyon, Lyon, France, 2023
- Là où les eaux se mêlent, 16ème Biennale d'art contemporain de Lyon, Lyon, France, 2019[11]
- The Mulch, Peres Projects, Berlin, Allemagne, 2018
- Drain, Galleri Opdahl, Stavanger, Norvège, 2017
- The Root, Zabludowicz Collection, Londres, 2017
- House Fire, Outpost Gallery, Londres, 2017[12]
- Taken Care, Hunter / Whitfield, Londres, 2015
- Carburetto, Kinman Gallery, Londres, 2014
- Gross Weight - Marsden Woo Gallery, Londres, 2013